# Koeficient odbojnosti
Koeficient odbojnosti  (tudi koeficient refleksivnosti ali indeks odbojnosti) je razmerje med amplitudo ali gostoto energijskega toka vpadajoče svetlobe (elektromagnetnega valovanja) oziroma valovanja in amplitudo ali gostoto energijskega toka odbite svetlobe v primerih ko svetloba naleti na nezveznost (npr.: prehod iz enega sredstva v drugo). Podoben pojem je albedo, ki pa se uporablja kot merilo za stopnjo odbojnosti nebesnih teles, ki jih obseva drugo telo (npr. Sonce). Znanih je več tipov albeda. 
Koeficient odbojnosti je vrednost, ki jo navajamo brez enote (brezdimenzijska količina). Pogosto jo navajamo tudi kot procent, ki pove delež odbite svetlobe v primerjavi z vpadlo svetlobo. Koeficient odbojnosti je močno povezan s koeficientom prepustnosti.
Idealna bela telesa imajo koeficient odbojnosti enak 1 (vso vpadlo svetlobo odbijejo), idealna črna telesa pa 0 (vso vpadlo svetlobo vpijejo – absorbirajo). Vsa ostala telesa imajo koeficient odbojnosti med 1 in 0.
Področja, kjer se uporablja pojem koeficient odbojnosti:
- telekomunikacije
- seizmologija
- optika
- optični vodniki